# Charlie Chaplin (serie de filme de animație)
Charlie Chaplin este un personaj de desene animate, inspirat de marele comediant Charlie Chaplin. El apare prima dată în filmele produse de Essanay Film, unde actorul a fost protagonist într-o serie de comedii. Apoi este prezent într-o serie de filme produsă de Movca Film Service, pentru ca în cele din urmă să apară în nouă filme (după alte surse zece filme) ale Pat Sullivan Studios între 1918-1919.

## Filmografie
Essanay Film Manufacturing Company
| Nr. | Titlu                           | Regia              | Data premierei | Observații           |
| --- | ------------------------------- | ------------------ | -------------- | -------------------- |
| 1   | Introducing Charlie Chaplin     | Wallace A. Carlson | 5 martie 1915  |                      |
| 2   | Dreamy Dud Sees Charlie Chaplin | Wallace A. Carlson | 18 august 1915 | din seria Dreamy Dud |

Movca Film Service
Steluța (*) din dreptul datei premierei semnifică faptul că data premierei nu este confirmată oficial.
| Nr. | Titlu                                          | Regia              | Data premierei     | Observații |
| --- | ---------------------------------------------- | ------------------ | ------------------ | ---------- |
| 3   | Charlie in Carmen                              | John Coleman Terry | 15 mai 1916*       |            |
| 4   | Charlie Across the Rio Grande                  | John Coleman Terry | 1 iunie 1916*      |            |
| 5   | Charlie Has Some Wonderful Adventures in India | John Coleman Terry | 15 iunie 1916*     |            |
| 6   | Charlie Throws the Bull                        | John Coleman Terry | 1 iulie 1916*      |            |
| 7   | Charlie in Cuckoo Land                         | John Coleman Terry | 15 iulie 1916*     |            |
| 8   | Charlie the Blacksmith                         | John Coleman Terry | 1 august 1916*     |            |
| 9   | Charlie's Barnyard Pets                        | John Coleman Terry | 15 august 1916*    |            |
| 10  | Charlie's Busted Romance                       | John Coleman Terry | 1 septembrie 1916* |            |
| 11  | Charlie's White Elephant                       | John Coleman Terry | 15 septembrie 1916 |            |

Pat Sullivan Studios
Steluța (*) din dreptul datei premierei semnifică faptul că data premierei nu este confirmată oficial.
| Nr. | Titlu                           | Regia        | Data premierei     | Observații |
| --- | ------------------------------- | ------------ | ------------------ | ---------- |
| 12  | How Charlie Captured the Kaiser | Pat Sullivan | 3 septembrie 1918  |            |
| 13  | Over the Rhine with Charlie     | Pat Sullivan | 21 decembrie 1918  |            |
| 14  | Charley at the Circus           | Pat Sullivan | 31 decembrie 1918* |            |
| 15  | Charley at the Beach            | Pat Sullivan | 15 ianuarie 1919   |            |
| 16  | Charlie in Turkey               | Pat Sullivan | 29 ianuarie 1919   |            |
| 17  | Charlie Treats 'Em Rough        | Pat Sullivan | 19 martie 1919     |            |
| 18  | Charley Out West                | Pat Sullivan | 15 mai 1919*       |            |
| 19  | Charley on the Farm             | Pat Sullivan | 15 iunie 1919*     |            |
| 20  | Charlie's African Quest         | Pat Sullivan | 15 iulie 1919*     |            |